# طه باقر
طه باقر ناصر (1912 - 28 فبراير/شباط 1984) كان عالمَ آثارٍ عراقيًا ومؤلفًا ومسماريًا ولغويًا ومؤرخًا وأمينًا سابقًا لمتحف العراق الوطني. يعتبر باقر من أبرز علماء الآثار في العراق. من بين الأعمال التي يتذكرها، ترجمته من الأكادية إلى العربية لملحمة جلجامش، وفك رموز الألواح الرياضية البابلية، واكتشاف قانون إشنونا، وحفرياته عن المواقع البابلية والسومرية القديمة. بما في ذلك مدينة شادوبوم السومرية القديمة في بغداد. كان باقر يتقن اللغات العراقية التاريخية الأربع (العربية والآرامية والأكدية والسومرية)، وكذلك الإنجليزية والفرنسية والألمانية.

## سيرته
ولد طه باقر في العراق في محافظة بابل في مدينة الحلة. وأكمل دراسته الابتدائية والمتوسطة فيها ثم تخرج من الثانوية المركزية في بغداد عام 1932. وكان من الأربعة الأوائل على الثانويات العراقية، لذلك فإنه انتقل لإكمال دراسته وعلى نفقة وزارة المعارف إلى الولايات المتحدة لدراسة علم الآثار في المعهد الشرقي في جامعة شيكاغو مع زميله فؤاد سفر بعد نيلهم شهادة ماتريكوليشن Matriculation الإنجليزية في مدينة صفد الفلسطينية، وبعد ذلك نقل ومن معه من طلاب البعثة إلى الجامعة الأمريكية في بيروت لاجتياز مرحلة السوفومور Sophomore وهي عبارة عن مرحلة دراسية تحضيرية، وبعد تلك المرحلة سافر إلى الولايات المتحدة الأميريكية لإكمال دراسة علم الآثار وبعد أربعة سنوات حصل على شهادة البكالوريوس والماجستير وكانت عودته للعراق عام 1938م، حيث حصل على لقب الإستاذية من جامعة بغداد عام 1959م. يُعد طه باقر من أشهر العاملين في مجال ترميم الذاكرة العراقية وصلتها بتاريخها الحيوي المتحرك الحي والمنتج. عمل طه باقر في مجال التاريخ القديم وعلى الأخص تاريخ العراق، وشغله إعادة صورة الجماعة العراقية المنتجة والجدية في تفاعلها القديم مع بيئتها الطبيعية والاجتماعية، لقد كانت الدولة العراقية الحديثة والتي عاش بداياتها وفتوتها مدعاة للنظر في تاريخ هذا الإنسان العراقي وكيف أبدع في أشهر حضارات العالم القديم قبل وقوعه في براثن التخلف والانحطاط. ربط طه باقر بين التاريخ وعلم الآثار ربطاً وظيفياً. فالآثار لدى باقر ليست حجراً أصم يؤرخ لأزمان جامدة ومعزولة. إنه تعبير متحرك عن واقع بحاجة دائما إلى إغناء مضامينه الإنسانية بالكشف والتنقيب عن إمكانات الإنسان العراقي وقدراته الابداعية.
ومثلما أسس الفرنسيون علوم التاريخ والآثار في مصر كذلك فعل الإنجليز والفرنسيون أيضا في مجال الآثار العراقية. ولا بد من ذكر حقيقة للتاريخ وهي التنويه بجهود العاملين بالآثار من الأجانب الذين حفزوا ونبهوا بلداننا على الاهتمام بتاريخها القديم. إلا أن ذلك لا ينفي جملة من السلبيات التي فطن إليها طه باقر في عمل هؤلاء. فبالإضافة إلى أعمال القرصنة والتهريب التي قام بها بعض من العاملين في هذا المجال فإن نظرتهم إلى التأريخ العراقي وقراءتهم لآثاره لا تلائم المعنى الذي يبغيه المؤسسون العراقيون للتواصل مع حضاراتهم الأولى. وفي أول انطلاقته تحدث طه باقر عن «نحن العراقيين علينا أن نكتشف تاريخنا بجهدنا ودماغنا والمنطق الذي نحمله».
درس طه باقر في بداياته الأولى في فلسطين «قبل احتلالها» ثم في الولايات المتحدة الأمريكية. وعند عودته إلى بغداد ساهم بقوة في تأسيس مجتمع المعرفة التأريخي والآثار العراقية. لقد كانت التربية الأسرية للعلامة باقر تشكل جزءا من شغفه بالتاريخ فهو سليل الإمام زيد الشهيد ابن علي بن الحسين بن علي بن أبي طالب عليهم السلام. وكان قد اعتمر العمامة السوداء عندما درس علوم العربية التقليدية والفقه الإسلامي في طفولته، ولقد ترشح ضمن بعثة للدراسة في كلية صفد الفلسطينية ثم الجامعة الأميركية في بيروت عام 1933م، وقد اّعتبرت هذه الدراسة تحضيرية حيث سافر بعدها برفقة فؤاد سفر لدراسة الآثار وتاريخ اللغات القديمة في المعهد الشرقي بجامعة شيكاغو فنال شهادة البكالوريوس والماجستير بامتياز عام 1938م. لقد درس في هذه المرحلة اللغات التي كتبت بالخط المسماري «السومرية والأكدية» واللغة العربية. يتحدث كوركيس عواد عن علاقته بالعلامة باقر «حين عاد سنة 1938 من أميركا كنت يومذاك أمينا لمكتبة المتحف العراقي فوجدت فيه مطالعا غريبا لا أغالي في القول إنه أصدق أصدقاء المكتبة حيث اطّلع على الكثير مما زخرت به أمهات الكتب والمجلات الأجنبية المتصلة بعلم الآثار».[بحاجة لمصدر]

## علاقته مع عبد الكريم قاسم
في عهد عبد الكريم قاسم عرض عليهِ الزعيم منصب وزارة التربية، وكان الزعيم عبد الكريم قاسم قد أوكل إدارة جامعة بغداد إلى عالم الفيزياء العراقي الصابئي الدكتور عبد الجبار عبد الله، وقد رفض طه باقر طلب الزعيم قاسم بإجابته «الآثار أفضل من الوزارة» فعيّنه الزعيم قاسم مديراً عاماً للآثار حتى عام 1963م، وبعد حركة 8 شباط 1963 سجنته سلطة الانقلاب الأولى بتهمة «الشغف بعبد الكريم قاسم». ولقد تحدى طه سلطة الانقلابيين ولم ينكر محبته وشغفه بالزعيم قاسم أمام هيئات التحقيق. وكان قد قدم بعد ذلك طلباً لتأسيس حزب باسم الحزب الجمهوري مع الشاعر محمد مهدي الجواهري وعبد الحليم كاشف الغطاء. ولم يكن باقر شيوعيا رغم تأثّره بأفكار العدالة الاجتماعية التي دعت إليها الأحزاب اليسارية.

## اكتشاف موقع تل حرمل
اكتشف طه باقر بعض المواقع الأثرية القديمة في بغداد، ومنها موقع تل حرمل وهي التسمية الحديثة لهُ إذ كان يسمى (شادوبوم)، وكان في الماضي مركزا إداريا تابعا إلى مملكة إشنونة والتي كان مركزها تل أسمر الواقع شرق بغداد في محافظة ديالى، ويقع قريبا منها تل محمد الذي كان يسمى بنايا، وكلا التلّين الأثريين يقعان في منطقة بغداد الجديدة.
وعثر على رقم طينية منها لوحين طينيين في حفريات آثار تل حرمل وسجلت فيهما مواد وأحكام قانونية، وتحتوي هذه المواد القانونية التي عثر عليها على أحكام مختلفة في السرقات والاعتداء والديون والأحوال الشخصية والأجور والأسعار والبيع والشراء إلى غير ذلك من الشؤون القانونية، ومما ذكره طه باقر في بحث لهُ في قانون أشنونا المكشوف عنه في تل حرمل: ((أن قانون مملكة أشنونا المعثور عليه في تل حرمل أقدم القوانين المدونة والتي جاءَتنا من العراق القديم، وكان قانون حمورابي إلى زمن قريب أقدم شريعة في تاريخ البشر، ثم بدل هذا الرأي بعد استكشاف أجزاء من قانون سومري يعود إلى الملك لبث عشتار وبما أن القانون المستكشف في تل حرمل أقدم زمناً من حمورابي بنحو من قرنين فيكون بذلك أقدم شريعة كشف عنها البحث حتى الآن)).

## المناصب والوظائف

### فيمديرية الآثار العراقية1938 - 1963
- خبير فني 1938 - 1941 وخلال هذه الفترة وفي آذار عام 1939 دُعي إلى الخدمة العسكرية ضباط احتياط.
- أمين المتحف العراقي من 1941 - 1953م
- معاون مدير الآثار العام 1953 - 1958
- مفتش التنقيبات العام لفترة 1958
- مدير الآثار العام 1958 - 1963
- من مؤسسي مجلة سومر وعضوية هيئة تحريرها من عام 1945 -1958م وترأّس تحريرها من عام 1958 -1963م.
- عضو في المجمع العلمي العراقي.

### في ليبيا
- سافر إلى ليبيا 1965 - 1970
- عمل مستشاراً في مصلحة الآثار الليبية 1965 - 1970
- عمل أستاذ في الجامعة الليبية 1965 - 1970

### فيجامعة بغداد
- تدريس مواضيع التاريخ القديم والحضارة في كلية التربية دار المعلمين العالية سابقاً، من عام 1941 -1960
- تدريس مواضيع التاريخ القديم والحضارة واللغات القديمة (الاكدية والسومرية) في قسم الاثار كلية الاداب - جامعة بغداد (1951 - 1963)
- عضو المجلس التأسيسي جامعة بغداد 1957 - 1958
- عضو مجلس جامعة بغداد 1960 -1963.
- نائب رئيس جامعة بغداد 1961 -1963 ثم أحيل على التقاعد في 8 شباط 1963.
- تمت إعادة تعيينه بمرتبة أستاذ في جامعة بغداد كلية الآداب عام 1970 -1978 حتى تقاعده.

## العمل

### هيئة الاثار والتراث العراقية
- خبير تقني بين عامي 1938 و1941.
- أمين المتحف الوطني العراقي بين عاميّ 1941 و1953.
- مساعد مدير الآثار من عام 1953 وحتّى 1958.
- شغل منصب المفتش العام لأعمال التنقيب في عام 1958.
- المدير العام للآثار بين عاميّ 1958-1963.
- مؤسّس ورئيس تحرير مجلة سومر 1945-1958.

### في ليبيا
- خبير استشاريّ في مديريّة الآثار الليبيّة 1956-1970.
- أستاذ في الجامعة الليبيّة 1965-1970.

### جامعة بغداد
- درّس التاريخ والحضارات القديمة في كلّيّة التربية، بجامعة بغداد من عام 1941 وحتّى عام 1960.
- درّس اللغات العراقية القديمة (السومريّة والأكاديّة) في قسم الآثار بكلّيّة الآداب من عام 1951 وحتّى 1963.
- عضو مؤسّس في جامعة بغداد 1957- 1958.
- عضو مجلس إدارة جامعة بغداد 1960- 1963.
- نائب رئيس جامعة بغداد من عام 1961 وحتّى 1963.
- أستاذ في كلّيّة الآداب بجامعة بغداد بين عاميّ 1970 و1978.

### أكاديميّة العلوم العراقيّة
- عضو نشط في المجمع العلمي العراقي بين عاميّ 1971 و1979.
- نائب رئيس المجمع العلمي العراقي في عام 1983.

## وفاته
ساءت حالته الصحية منذ عام 1980 وسافر على أثرها إلى بريطانيا للعلاج إلا انه توفي بعد عودتهِ إلى العراق، ودفن رفاته في بغداد يوم 28 شباط 1984.

## مؤلفاته
- مقدمة في تاريخ الحضارات القديمة.

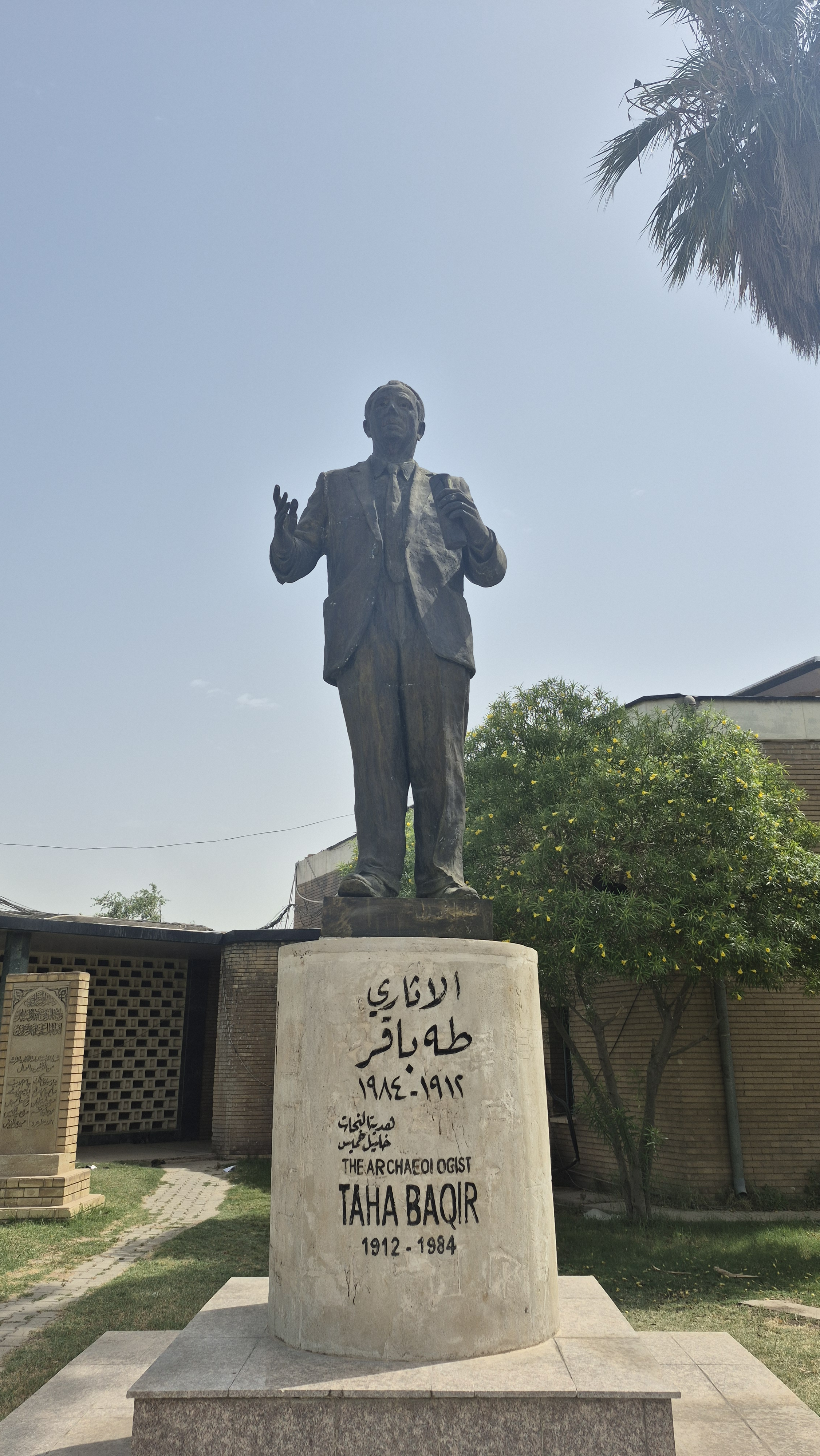
تمثال عالم الآثار طه باقر في المتحف العراقي

تعد موسوعة تاريخ الحضارات القديمة بجزئيه من أهم المحطات العلمية في تاريخ طه باقر. حيث صدر الكتاب بمجلدين عام 1951 وقد اختص الجزء الأول منه بتاريخ العراق وحضارته منذ أقدم العصور الحجرية حتى أواخر أيام الدولة البابلية الحديثة عام 536 ق. م. فيما يتعلّق الجزء الثاني بحضارة وتاريخ وادي النيل وجزيرة العرب وبلاد الشام. ويعد الكتاب بمجلديه من أهم المصادر العالمية التي كتبت في الموضوع ولم ينافسهُ أي كتاب آخر في هذا المجال حتى الآن وقد أعيد طبعه أكثر من عشر مرات وما يزال مطلوباً من القراء والمختصين حتى الآن وهو يدرس ككتاب مقرر في أغلب مناهج التدريس الجامعات العربية وبعض مناهج الجامعات العالمية ويشكل مرجعا لا غنى عنه للقارئ العام والمختص وطلبة الدراسات العليا وأساتذة التاريخ والآثار.
- ملحمة جلجامش:

في عام 1962 أصدر طه باقر كتاباً شكل هاجساً معرفياً ونفسياً له. هذا الكتاب هو ملحمة كلكامش الذي طبع أكثر من ست طبعات وما يزال حتى اليوم يحظى بالقراءة والإقبال والترجمة. لقد أتحف المكتبة العربية في ترجمته وتحقيقه لهذه الملحمة الفريدة في تاريخ الحضارات القديمة. لقد قدم باقر كلكامش إلى الثقافة العالمية وفرضه بقوة منذ صدور هذا الكتاب حتى غدا بعد ذلك شخصية حاضرة في الآداب والفنون والخيال الشعبي.
- مجلة سومر.

أثمرت جهود وتنظيمات وخطط طه باقر عن صدور مجلة في التأريخ والآثار هي مجلة سومر. ولقد حظيت هذه المجلة باهتمام كل المختصين من علماء الآثار في العالم العربي والعالم، وقد صدرت بانتظام وبطبعة فصلية كل ثلاث أشهر، وبقي طه باقر ينشر في هذه المجلة حتى وفاته. وفي كل دراسة من دراساته التي نشرها هنالك جهد علمي يتلقفه المختصون وعامة القراء بشكل يشيع أجواء المعرفة الحقيقية وكيفية تحقيقها للذات والمجتمع.
- المرشد إلى مواطن الآثار والحضارة (ستة أجزاء).
- مقدمة في أدب العراق القديم.
- موجز في تاريخ العلوم والمعارف في الحضارات القديمة والحضارات الإسلامية.
- من تراثنا اللغوي القديم؛ وما يسمى بالعربية بالدخيل، ولهذا الكتاب قصة طريفة إذ يرد فيه طه باقر على عجز المعجميين العرب عندما تعوزهم الحيلة في إثبات أصل أو جذر بعض الكلمات والمصطلحات فيردوها نتيجة لهذا العجز إلى الدخالة أو العجمة.[9] لقد أثبت طه باقر أصول هذه الكلمات والمصطلحات السومرية والآكادية، وبعضها شائع في اللهجة العامية العراقية لا سيما في الجنوب العراقي.
- كما ساهم في ترجمة الكتب التي تؤهل طلبة الدراسات العليا للبحث والتنقيب ومنها؛ (دراسة للتاريخ) للمؤرخ البريطاني أرنولد توينبي، وكتاب (ألواح سومر) الشهير لنوح كريمر، وكتاب (الرافدان)، وكتاب (الإنسان في فجر حياته)، إضافة إلى ترجمتهِ فصول من كتاب (تاريخ العلم) لجورج سارتون.

## خاتمة
ما تزال مؤلفات وجمل وأفكار طه باقر تسير بيننا حية، وتعد ترجمته ودليله إلى مواقع الآثار العراقية لم يضف إليها أحد شيئاً جديداً يضارعها أو يتفوق عليها، ان مدرسة التاريخ والآثار العراقية ما تزال بانتظار طلبة الآثار ومحبي العلامة باقر كي يمارسوا لعبة عشق الطين. ولقد منحه اتحاد الآثاريين العرب في القاهرة مكافأة درع الاتحاد عام 2002م لما قدمه من خدمات جليلة في حقل الآثار وقد كرم مرة أخرى عندما أطلقت وزارة السياحة والاثار العراقية عام 2012 وبمناسبة الذكرى المئوية لولادته أول جائزة تعنى بالعاملين في مجال الآثار في العراق وقد حملت هذه الجائزة أسمه وهي (جائزة العلامة طه باقر للابداع الاثاري) وفيها ثلاثة محاور وهي:
- محور أفضل أثاري رائد.
- محور أفضل بعثة تنقيب عراقية.
- محور أفضل بعثة صيانة عراقية.